# Pachycraerus chalybeus
Pachycraerus chalybeus är en skalbaggsart som först beskrevs av Fahraeus in Boheman 1851.  Pachycraerus chalybeus ingår i släktet Pachycraerus och familjen stumpbaggar. Inga underarter finns listade i Catalogue of Life.